# Qunaxella triasetosa
Qunaxella triasetosa, vrsta paučnjaka, točnije grinja iz natportodice Bdelloidea, porodica Cunaxidae. Prvi ga je opisao Jacob Den Heyer i koautori Castro i Tatiane Marie 2009. Nema poznatih narodnih naziva za ovu vrstu.

## Vanjske poveznice
- Four new cunaxoidine genera (Acari: Prostigmata: Cunaxidae) and the description of two new Neotropical species